# Melanoplus harrisi
Melanoplus harrisi är en insektsart som beskrevs av Morse 1904. Melanoplus harrisi ingår i släktet Melanoplus och familjen gräshoppor. Inga underarter finns listade i Catalogue of Life.